# Мачухівська волость
Мачухівська волость — адміністративно-територіальна одиниця Полтавського повіту Полтавської губернії з центром у містечку Мачухи.
Станом на 1885 рік — складалася з 63 поселень, 8 сільських громад. Населення 8054 — осіб (3975 осіб чоловічої статі та 4079 — жіночої), 1419 дворових господарств.

Старшинами волості були:
- 1900 року козак Іван Іванович Курілко[2];
- 1904 року козак Андрій Наумович Ладур[3];
- 1913—1915 роках козак Василь Родіонович Демаш[4],[5].